# Atrococcus pauperculus
Atrococcus pauperculus (лат.) — вид полужесткокрылых насекомых-кокцид рода Atrococcus из семейства мучнистые червецы (Pseudococcidae).

## Распространение
Россия: Приморский край и Якутия.

## Описание
Питаются соками растений, например, таких как Ericaceae: Arctostaphylos uvae-ursi; Empetrum; Vaccinium vitis-idaea; Scrophulariaceae: Pedicularis langsdorfii.
Вид был впервые описан в 1998 году российским энтомологом Евелиной Марковной Данциг (Зоологический институт РАН, Санкт-Петербург) вместе с видом Spilococcus vashlovanicus. Atrococcus pauperculus включён в состав рода Atrococcus вместе с видами A. luffi, A. bartangica, A. groenlandensis, A. melanovirens, A. colchicus, A. gouxi, A. altaicus, A. suaedae, A. salviae, A. saxatilis, A. labiatarum, A. zirnitsi и другими таксонами.